# Coffre à jouets

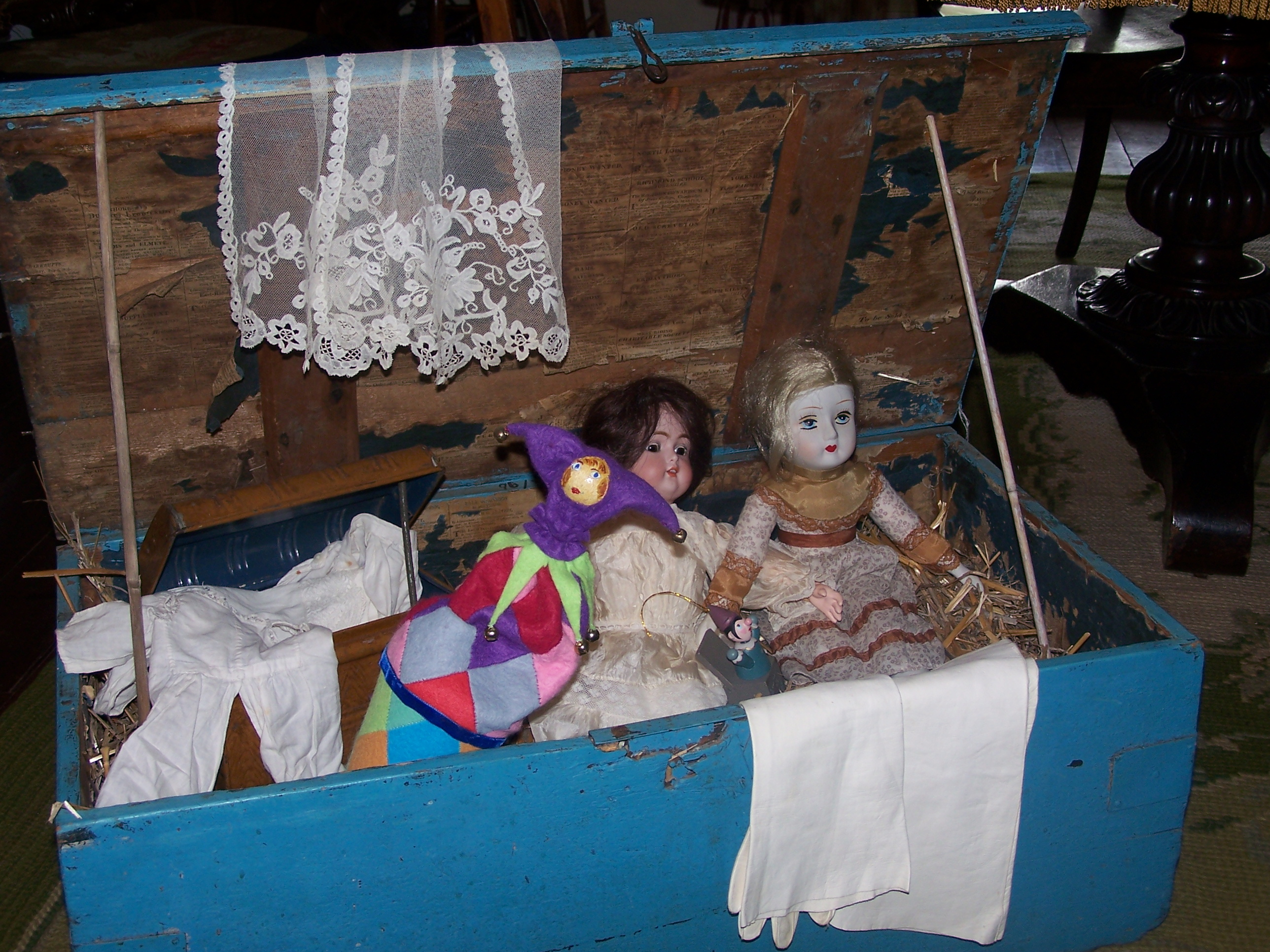
Coffre à jouets ouvert.

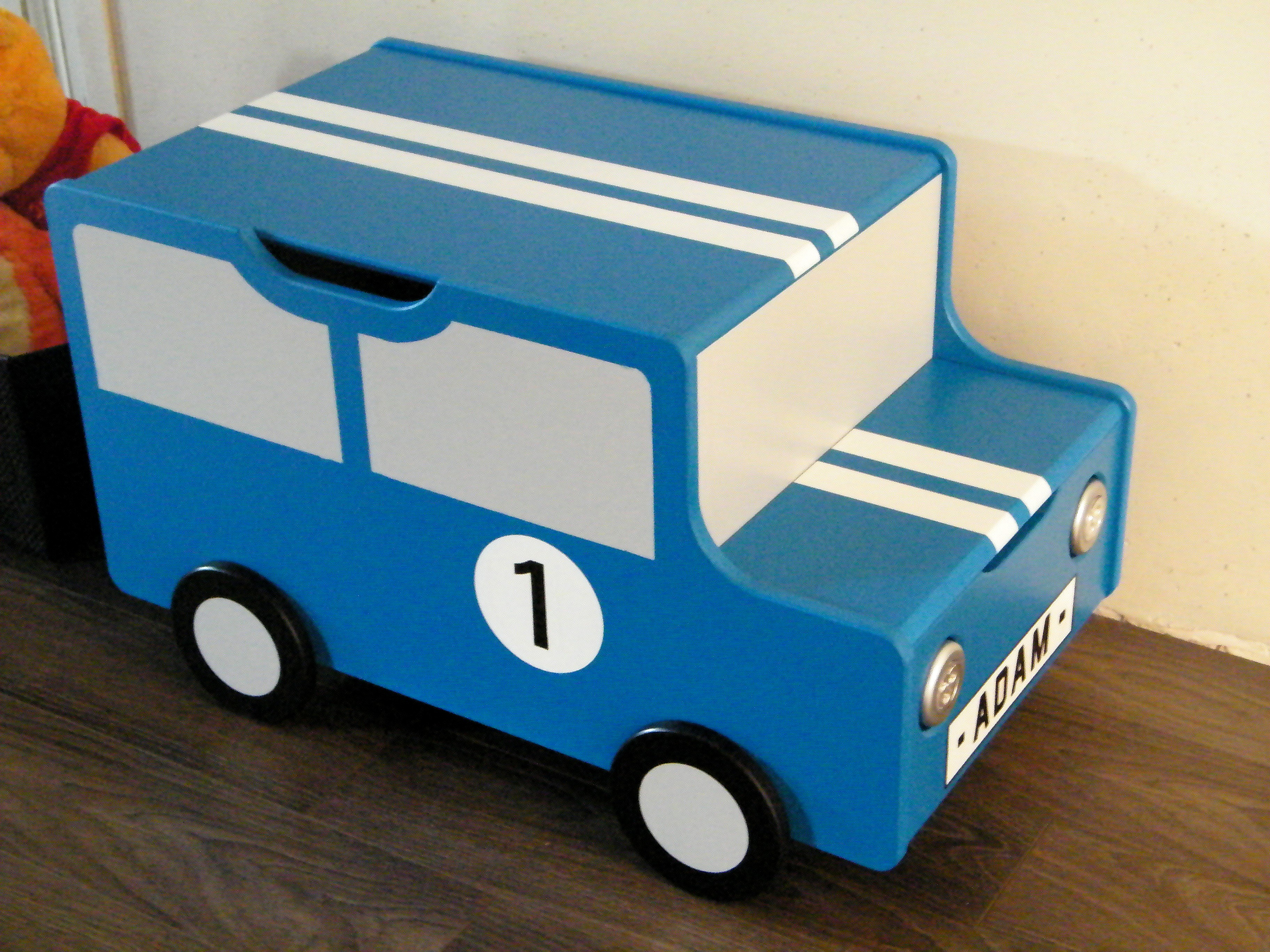
Coffre à jouets en bois en forme de voiture.

Le coffre à jouets est un meuble de rangement dans lequel sont rangés les jouets des enfants, souvent placé dans leur chambre.
Les coffres à jouets sont généralement fabriqués en bois ou avec des produits dérivés du bois, avec des formes variées, allant du simple coffre en bois cubique aux coffres de formes plus élaborées, avec ou sans couvercle.
Pour la sécurité des enfants, les coffres fermants peuvent posséder un système évitant le pincement des doigts, l'étranglement et l'étouffement. 